# Salzbödenkopf
Der Salzbödenkopf ist ein 1765 Meter hoher Berg im Bregenzerwaldgebirge, der sich auf dem Gemeindegebiet von Dornbirn in Österreich befindet. Der Gipfel des Berges ist zu Fuß gut erreichbar und gehört zum Dornbirner First, einer Bergkette, die an klaren Tagen noch von Friedrichshafen aus gut erkennbar ist.

## Lage
Der Salzbödenkopf ist etwa 2150 m Luftlinie nordöstlich der Mörzelspitze (1830 m ü. A.) und etwa 1430 m westlich vom Alpkopf (1788 m ü. A.).
Auf der flacheren Ostseite des Salzbödenkopfs (nach Mellau) befindet sich 850 m Luftlinie entfernt die Oberbruderthanalpe (etwa 1490 m ü. A.) und etwa 1100 m Luftlinie entfernt die Unterbruderthanalpe (etwa 1300 m ü. A.), südwestlich die Altenhofalpe (etwa 600 m Luftlinie entfernt auf etwa 1600 m ü. A.). Auf der nordwestlichen Seite (Dornbirn) des Salzbödenkopfs ist etwa 1150 m Luftlinie entfernt die Unterfluhalpe auf etwa 1186 m ü. A. situiert.
Gut erreichbar sind alle Alpen vom Ebnitertal, Bergdorf Ebnit aus sowie aus dem zu Mellau gehörenden und unter Naturschutz stehenden Mellental. Etwas weiter südöstlich befindet sich der höchste Berg auf Dornbirner Gemeindegebiet, die Sünser Spitze, sowie der markante Hohe Freschen.

## Gipfel
Der Salzbödenkopf ist weitgehend mit Latschen bedeckt. Es ist darauf kein Gipfelkreuz zu finden.
Unterhalb des Gipfels des Salzbödenkopfes (Dornbirner Seite) fließen drei Bäche zusammen (z. B. Hörnlegraben) und bilden bei Gewässerkilometer 8,70 bei der Parzelle „Loumwoad“ (Lehm-Weide) die Gunzenach/Kobelach, welche wiederum im Gütle in die Dornbirner Ach mündet. Der Gipfel liegt im Naturschutzgebiet Hohe Kugel - Hoher Freschen - Mellental.

## Wandern
Der Dornbirner First und jeder seiner Gipfel bedingen Trittsicherheit, teilweise Schwindelfreiheit und alpine Ausrüstung mit guten Bergschuhen. Der nächstgelegene Wander-Stützpunkt ist das Freschenhaus (1846 m ü. A.). Die umliegenden Alpen sind teilweise im Sommer bewirtschaftet.